# Шахова олімпіада 1966
17 шахова Олімпіада проходила з 25 жовтня по 20 листопада 1966 року в столиці Куби місті Гавані.
Олімпіада проходила на батьківщині великого Капабланки. Виборювати пальму першості на Острові Свободи зібралися команди 52 країн із чотирьох континентів, серед них дебютанти: Гонконг, Марокко, Нікарагуа і Панама. Всього на турнірі виступало близько 300 учасників, з них 36 гросмейстерів і 48 міжнародних майстрів.
За два роки до Гаванської Олімпіади було створено організаційний комітет, який очолив Фідель Кастро. Близько 900 чоловік — судді, демонстратори, перекладачі, гіди — навчалися на спеціальних 10-ти місячних курсах. Слід зазначити, що вся робота по підготовці і проведенню Олімпіади дістала високу оцінку учасників і гостей.
Ще задовго до відкриття Олімпіади багато будинків Гавани прикрасили яскраві панно з емблемою турніру. В центрі уваги жителів столиці — великий 25-поверховий готель «Гавана-Лібре», який став головною ареною боротьби. Тут жили учасники, а просторий «зал послів» на другому поверсі став місцем шахових поєдинків. На першому поверсі розмістився прес-центр для 300 журналістів. Для глядачів було відведено вестибюль і зал з демонстраційними шахівницями. Численні телевізори давали можливість глядачам стежити за ходом боротьби в турнірному залі. На фронтоні готелю висіла велика електрична демонстраційна шахівниця, яка давала змогу гаванцям на вулиці слідкувати за центральною партією туру.
Інтерес до турніру був величезним. Найбільші газети країни — «ЕльМундо», «Гранма», «Хувентуд Рібельде» — приділяли йому цілі шпальти, а радіо і телебачення — численні передачі й інтерв'ю. Крім того, щодня чотири рази випускався спеціальний бюлетень змагань.
За три дні до відкриття Олімпіади організатори влаштували на одній із площ Гавани грандіозний прийом для гостей і учасників. При цьому вони проявили немало фантазії і видумки під час оформлення і проведення прийому. Тут були і дивовижні метрові свічки на столах, і карнавальні костюми з шаховою тематикою, і літаючі жарптиці.

## Відкриття
Увечері 25 жовтня в Палаці спорту Гавани відбулося урочисте відкриття Олімпіади, на якому був присутній Фідель Кастро. Учасників і гостей вітав міністр освіти Куби X. Льянуса. Потім тисячоголосий дитячий хор виконав гімн Куби і гімн ФІДЕ. Звучали слова олімпійської клятви на п'яти мовах. Після офіційної частини відбулася велика артистично-спортивна програма. Граціозні дівчата з національної школи мистецтв під музику відтворили партію Ласкер — Капабланка, зіграну на Московському міжнародному турнірі у 1936 році.

## Регламент
Удень 25 жовтня в «турецькому залі» на 25-му поверсі «Гавана-Лібре» відбулася традиційна нарада команд. Головний суддя XVII Олімпіади Я. Шайтар (Чехословаччина) на основі списків капітанів поділив усі команди на сім півфінальних груп. Дві команди, що зайняли перше і друге місця у півфіналах, виходили в головний фінал, решта команд становила три фінали, в яких розігрувалися місця з 15-го по 52-е.

## Склади команд
Кілька слів про учасників і команди. Семиразові переможці олімпіад шахісти СРСР, очолювані чемпіоном світу Петросяном, приїхали в Гавану повністю гросмейстерським складом. По п'ять гросмейстерів грали за команди Югославії та США, чотири — в складах Угорщини і Чехословаччини. У складах багатьох команд були відомі шахісти — Глігорич, Фішер, Сабо, Філіп, Найдорф, Портіш, Ларсен, Олафссон, О'Келлі та інші. З найсильніших команд не брали участі лише шахісти ФРН, а з провідних гросмейстерів — лідери команд Голландії (Ейве, Доннер) і Австрії (Робач). Не приїхав і американець Решевський, який вже вкотре не хотів грати в одній команді з Фішером. Найстарішим учасником турніру був ірландець Рейлі (65 років), наймолодшими — пуерторіканець Каплан (14 років) і чілієць Орпінас (16 років). До речі, за команду Чилі виступала Берта Карраско — єдина жінка з 293 учасників Олімпіади.

## Півфінали
Перший тур у всіх півфіналах відбувся 26 жовтня.

### Група А
У першому півфіналі, як і на попередній Олімпіаді, найсильнішими були радянська й іспанська команди.
- Очки — сума набраних очок усіма шахістами (1 за перемогу шахіста, ½ за нічию, 0 — за поразку);
- КО — неофіційні командні очки (КПер — перемога команди, КНіч — нічия, КПор —поразка), набрані всією командою (2 за перемогу команди, 1 — нічия, 0 — поразка).

| Місце | Команда   | 1  | 2  | 3  | 4  | 5  | 6  | 7  | 8  | Очки | КО | КПер | КНіч | КПор |
| ----- | --------- | -- | -- | -- | -- | -- | -- | -- | -- | ---- | -- | ---- | ---- | ---- |
| 1     | СРСР      | ×  | 2½ | 3½ | 3½ | 3½ | 3½ | 4  | 4  | 24½  | 14 | 7    | 0    | 0    |
| 2     | Іспанія   | 1½ | ×  | 3  | 2  | 3  | 4  | 3  | 4  | 20½  | 11 | 5    | 1    | 1    |
| 3     | Швейцарія | ½  | 1  | ×  | 4  | 2½ | 3  | 3½ | 4  | 18½  | 10 | 5    | 0    | 2    |
| 4     | Швеція    | ½  | 2  | 0  | ×  | 2½ | 3½ | 3  | 4  | 15½  | 9  | 4    | 1    | 2    |
| 5     | Філіппіни | ½  | 1  | 1½ | 1½ | ×  | 2½ | 2½ | 4  | 13½  | 6  | 3    | 0    | 4    |
| 6     | Уругвай   | ½  | 0  | 1  | ½  | 1½ | ×  | 2  | 3½ | 9    | 3  | 1    | 1    | 5    |
| 7     | Монако    | 0  | 1  | ½  | 1  | 1½ | 2  | ×  | 1½ | 7½   | 1  | 0    | 1    | 6    |
| 8     | Гонконг   | 0  | 0  | 0  | 0  | 0  | ½  | 2½ | ×  | 3    | 2  | 1    | 0    | 6    |

### Група В
В другому півфіналі легко перемогла югославська команда. Друге місце, незважаючи на поразки від команд Туреччини та Індонезії, посіли ісландці.
| Місце | Команда   | 1 | 2  | 3  | 4  | 5  | 6  | 7  | Очки | КО | КПер | КНіч | КПор |
| ----- | --------- | - | -- | -- | -- | -- | -- | -- | ---- | -- | ---- | ---- | ---- |
| 1     | Югославія | × | 3½ | 3½ | 3½ | 3  | 4  | 3½ | 21   | 12 | 6    | 0    | 0    |
| 2     | Ісландія  | ½ | ×  | 1  | 3½ | 1½ | 3½ | 3½ | 13½  | 6  | 3    | 0    | 3    |
| 3     | Індонезія | ½ | 3  | ×  | 1½ | 2  | 2  | 3½ | 12½  | 6  | 2    | 2    | 2    |
| 4     | Австрія   | ½ | ½  | 2½ | ×  | 3  | 1½ | 4  | 12   | 6  | 3    | 0    | 3    |
| 5     | Туреччина | 1 | 2½ | 2  | 1  | ×  | 2½ | 2  | 11   | 6  | 2    | 2    | 2    |
| 6     | Монголія  | 0 | ½  | 2  | 2½ | 1½ | ×  | 2½ | 9    | 5  | 2    | 1    | 3    |
| 7     | Мексика   | ½ | ½  | ½  | 0  | 2  | 1½ | ×  | 5    | 1  | 0    | 1    | 5    |

### Група С
У третьому півфіналі найсильнішими були американці. За друге місце точилася вперта боротьба між командами Польщі, Ізраїлю та Норвегії. Перед останнім туром команда Ізраїлю мала 14,5 очка, норвежці — 14, поляки — 13,5 очка. Все вирішувалося в матчах Польща — Ізраїль і США — Норвегія. В цих зустрічах перемогли поляки і, несподівано, норвежці. Це була перша в історії олімпіад перемога скандинавів над американцями. Вона й вивела їх у головний фінал. Друге місце команді Норвегії було присуджено за системою Бергера, оскільки решта показників була однаковою з поляками.
| Місце | Команда    | 1  | 2  | 3 | 4  | 5  | 6  | 7  | Очки | КО | КПер | КНіч | КПор |
| ----- | ---------- | -- | -- | - | -- | -- | -- | -- | ---- | -- | ---- | ---- | ---- |
| 1     | США        | ×  | 1½ | 3 | 2  | 3½ | 3½ | 4  | 17½  | 9  | 4    | 1    | 1    |
| 2     | Норвегія   | 2½ | ×  | 2 | 1½ | 4  | 3  | 3½ | 16½  | 9  | 4    | 1    | 1    |
| 3     | Польща     | 1  | 2  | × | 3  | 3½ | 4  | 3  | 16½  | 9  | 4    | 1    | 1    |
| 4     | Ізраїль    | 2  | 2½ | 1 | ×  | 3  | 3  | 4  | 15½  | 9  | 4    | 1    | 1    |
| 5     | Еквадор    | ½  | 0  | ½ | 1  | ×  | 2½ | 3  | 7½   | 4  | 2    | 0    | 4    |
| 6     | Португалія | ½  | 1  | 0 | 1  | 1½ | ×  | 2  | 6    | 1  | 0    | 1    | 5    |
| 7     | Болівія    | 0  | ½  | 1 | 0  | 1  | 2  | ×  | 4½   | 1  | 0    | 1    | 5    |

### Група D
В четвертій групі найсильнішими виявились шахісти збірної Аргентини, які відмінно провели всі ігри не програвши жодного матчу.
| Місце | Команда   | 1  | 2  | 3  | 4  | 5  | 6  | 7  | Очки | КО | КПер | КНіч | КПор |
| ----- | --------- | -- | -- | -- | -- | -- | -- | -- | ---- | -- | ---- | ---- | ---- |
| 1     | Аргентина | ×  | 2½ | 3  | 3  | 4  | 4  | 4  | 20½  | 12 | 6    | 0    | 0    |
| 2     | Данія     | 1½ | ×  | 1½ | 3½ | 3½ | 4  | 4  | 18   | 8  | 4    | 0    | 2    |
| 3     | Англія    | 1  | 2½ | ×  | 3  | 2½ | 3½ | 2½ | 15   | 10 | 5    | 0    | 1    |
| 4     | Франція   | 1  | ½  | 1  | ×  | 2  | 2½ | 2½ | 9½   | 5  | 2    | 1    | 3    |
| 5     | Ірландія  | 0  | ½  | 1½ | 2  | ×  | 2½ | 1½ | 8    | 3  | 1    | 1    | 4    |
| 6     | Чилі      | 0  | 0  | ½  | 1½ | 1½ | ×  | 3½ | 7    | 2  | 1    | 0    | 5    |
| 7     | ПАР       | 0  | 0  | 1½ | 1½ | 2½ | ½  | ×  | 6    | 2  | 1    | 0    | 5    |

### Група Е
У п'ятій групі жереб знову, як і на минулій XVI Олімпіаді, звів команди НДР і Канади. Цього разу всі спроби канадців зайняти друге місце були парирувані впевненою грою німецьких шахістів.
| Місце | Команда        | 1 | 2  | 3  | 4  | 5  | 6  | 7  | Очки | КО | КПер | КНіч | КПор |
| ----- | -------------- | - | -- | -- | -- | -- | -- | -- | ---- | -- | ---- | ---- | ---- |
| 1     | Чехословаччина | × | 2  | 3  | 4  | 4  | 4  | 4  | 21   | 11 | 5    | 1    | 0    |
| 2     | НДР            | 2 | ×  | 2½ | 3  | 3½ | 4  | 4  | 19   | 11 | 5    | 1    | 0    |
| 3     | Канада         | 1 | 1½ | ×  | 4  | 3½ | 4  | 4  | 18   | 8  | 4    | 0    | 2    |
| 4     | Шотландія      | 0 | 1  | 0  | ×  | 2½ | 2½ | 3½ | 9½   | 6  | 3    | 0    | 3    |
| 5     | Італія         | 0 | ½  | ½  | 1½ | ×  | 2½ | 3½ | 8½   | 4  | 2    | 0    | 4    |
| 6     | Люксембург     | 0 | 0  | 0  | 1½ | 1½ | ×  | 3½ | 6½   | 2  | 1    | 0    | 5    |
| 7     | Кіпр           | 0 | 0  | 0  | ½  | ½  | ½  | ×  | 1½   | 0  | 0    | 0    | 6    |

### Група F
Вперта боротьба точилася в шостому півфіналі. Сильна угорська команда, здобувши перемоги в усіх матчах, зайняла перше місце. За другу путівку у фінал вели боротьбу голландці і господарі турніру. Команда Куби грала з великим піднесенням і зуміла в останньому турі на пів очка випередити суперників. Радості темпераментних уболівальників з цього приводу не було меж. Вперше після 1939 року кубинська команда — у головному фіналі.
| Місце | Команда    | 1  | 2  | 3  | 4  | 5  | 6  | 7  | 8  | Очки | КО | КПер | КНіч | КПор |
| ----- | ---------- | -- | -- | -- | -- | -- | -- | -- | -- | ---- | -- | ---- | ---- | ---- |
| 1     | Угорщина   | ×  | 3  | 2½ | 4  | 4  | 3  | 3½ | 3½ | 23½  | 14 | 7    | 0    | 0    |
| 2     | Куба       | 1  | ×  | 2  | 2½ | 3½ | 4  | 4  | 4  | 21   | 11 | 5    | 1    | 1    |
| 3     | Нідерланди | 1½ | 2  | ×  | 2½ | 4  | 3½ | 3½ | 3½ | 20½  | 11 | 5    | 1    | 1    |
| 4     | Бельгія    | 0  | 1½ | 1½ | ×  | 2  | 2  | 3½ | 4  | 14½  | 6  | 2    | 2    | 3    |
| 5     | Венесуела  | 0  | ½  | 0  | 2  | ×  | 2½ | 3½ | 4  | 12½  | 7  | 3    | 1    | 3    |
| 6     | Туніс      | 1  | 0  | ½  | 2  | 1½ | ×  | 3½ | 3  | 11½  | 5  | 2    | 1    | 4    |
| 7     | Панама     | ½  | 0  | ½  | ½  | ½  | ½  | ×  | 4  | 6½   | 2  | 1    | 0    | 6    |
| 8     | Ліван      | ½  | 0  | ½  | 0  | 0  | 1  | 0  | ×  | 2    | 0  | 0    | 0    | 7    |

### Група G
У сьомому півфіналі фаворити без особливих зусиль вийшли у фінал.
| Місце | Команда     | 1  | 2 | 3  | 4  | 5  | 6  | 7  | 8  | Очки | КО | КПер | КНіч | КПор |
| ----- | ----------- | -- | - | -- | -- | -- | -- | -- | -- | ---- | -- | ---- | ---- | ---- |
| 1     | Румунія     | ×  | 2 | 2½ | 2½ | 3½ | 4  | 4  | 4  | 22½  | 13 | 6    | 1    | 0    |
| 2     | Болгарія    | 2  | × | 3  | 2  | 3  | 3½ | 4  | 4  | 21½  | 12 | 5    | 2    | 0    |
| 3     | Колумбія    | 1½ | 1 | ×  | 2½ | 2  | 2  | 4  | 4  | 17   | 8  | 3    | 2    | 2    |
| 4     | Фінляндія   | 1½ | 2 | 1½ | ×  | 2½ | 2  | 3½ | 4  | 17   | 8  | 3    | 2    | 2    |
| 5     | Греція      | ½  | 1 | 2  | 1½ | ×  | 2  | 3  | 4  | 14   | 6  | 2    | 2    | 3    |
| 6     | Пуерто-Рико | 0  | ½ | 2  | 2  | 2  | ×  | 2  | 3½ | 12   | 6  | 1    | 4    | 2    |
| 7     | Марокко     | 0  | 0 | 0  | ½  | 1  | 2  | ×  | 2½ | 6    | 3  | 1    | 1    | 5    |
| 8     | Нікарагуа   | 0  | 0 | 0  | 0  | 0  | ½  | 1½ | ×  | 2    | 0  | 0    | 0    | 7    |

## Фінали
Фінальні поєдинки почалися 4 листопада.

### Фінал А
У 1-му турі сильніші і досвідченіші команди здобули перемоги. Команда СРСР зустрічалася з чехословацькими шахістами. Перемогу команді забезпечив Спаський, який обіграв на 2-й шахівниці Горта. Зате у 2-му турі трапилася перша несподіванка фіналу. І трапилася вона не за шахівницею. У цьому турі з великим інтересом очікувався матч СРСР — США. Однак американська команда на зустріч не з'явилася. Американці не хотіли грати цей матч без Фішера, який через релігійні міркування відмовився грати в суботу до 18 години. А саме в суботу мав відбутися 2-й тур. СРСР, де як відомо "Бога немає і бути неможе" не погодився перенести партію Петросян — Фішер на пізніший час. Суддівська колегія через годину після початку туру зарахувала американцям поразку на всіх шахівницях. Американці подали протест, однак арбітражна комісія відхилила його. Після цього рішення капітан американської команди Д. Бірн офіційно вибачився перед командою СРСР. У відповідь делегація СРСР, враховуючи неабиякий інтерес до матчу, погодилася зустрітися з американцями в найближчий вихідний день.
У 2-му турі найцікавіше проходив матч Югославія — Угорщина. Він закінчився внічию, але боротьба була впертою. На 1-й шахівниці Портіш переміг Глігорича, рахунок зрівняв Матулович, який обіграв Лендьела. В наступних 3 турах команда СРСР здобула перемоги над командами Куби, Данії і Румунії. Однак за втраченими очками вона поступалася лідерством американській команді.
В 6-му турі одним з центральних був матч США — Угорщина. Обмінявшись взаємними «уколами» (Фішер — Портіш 1 : 0, Аддісон — Барцаї 0:1), команди задовольнилися нічиєю. В результаті лідерство захопила збірна СРСР, яка з переконливим рахунком обіграла іспанців. Команда СРСР мала 16,5 очка, американці та югослави — по 16, далі йшли шахісти Аргентини, Болгарії і Чехословаччини — по 14,5 очка.
У 7-му турі першої поразки зазнала югославська команда в матчі з чехами. На 2-й шахівниці Івков програв Горту, решта партій закінчилися внічию. Радянська й американська команди з однаковим рахунком перемогли відповідно ісландців та норвежців і зміцнили своє лідируюче становище. У 8-му турі першої поразки зазнали американці від югославів. Угорська команда розгромила датчан. Портіш на 23-му ході примусив капітулювати Ларсена. Розрив між лідерами знову скоротився до мінімуму. Команда СРСР вперше на турнірі зіграла внічию з угорською збірною, а американці перемогли аргентинців.
Після 9 турів становище команд у лідируючій групі було таке:
- 1. СРСР — 24;
- 2. США — 23,5;
- 3. Югославія — 22,5;
- 4. Угорщина — 22;
- 5. Болгарія — 20,5;
- 6—7. Аргентина — 20;
- 6—7. Чехословаччина — 20;

14 листопада, коли на турнірі для всіх був вихідний день, відбувся матч СРСР — США, який всі очікували з великим інтересом. Матч повністю транслювався по телебаченню. Попри це, уже за три години до початку зустрічі приміщення для глядачів не могло вмістити всіх охочих. Поєдинок лідерів проходив у винятково впертій боротьбі. На 1-й шахівниці Фішер у дебюті дістав деяку перевагу. Намагаючись вирівняти гру, Спаський витратив багато часу. Насувався цейтнот. У цій ситуації радянський гросмейстер пішов на загострення боротьби. Він жертвує пішака, поставивши суперника в тактичну пастку. Фішер не помітив її і прийняв жертву. Після чергового ходу Спаського стало зрозуміло, що ферзь потрапив у «полон», і щоб звільнити його, американцю довелося віддати якість гря. Тут партія була відкладена. На 2-й шахівниці Таль відмінно провів партію з Р. Бірном. На 36-му ході американець визнав себе переможеним. На 3-й шахівниці Бенко вдалося вирівняти партію з Штейном — нічия. Полугаєвський відклав партію з Евансом у кращому становищі. Під час догравання Фішер і Еванс зуміли добитися нічиїх. У підсумку — перемога команди СРСР, і відрив збільшився до 1,5 очка.
Десятий тур американці зіграли внічию з болгарськими шахістами. В центральному матчі 11-го туру СРСР — Югославія перемогу збірній СРСР приніс Спаський, який обіграв Парму. З таким самим рахунком (2,5: 1,5) США перемогли чехів. За 2 тури до фінішу команда СРСР мала 33 очка, американці — 29,5; далі йшли Угорщина — 28,5, Югославія — 27, Аргентина — 26,5 і Болгарія — 25,5 очка.
У двох останніх турах збірна СРСР добилася перемог над командами Аргентини та Болгарії і впевнено прийшла до переможного фінішу.
Американці закінчили турнір другими. У 12-му турі у матчі з командою Румунії вони зіграли внічию, до того ж Фішер зазнав єдиної на турнірі поразки від Георгіу.
До останнього туру точилася вперта боротьба за бронзові медалі між угорською та югославською командами. Обидві команди фінішували з абсолютно однаковими показниками (очки, матчеві результати; особиста зустріч закінчилася внічию). Третє місце було присуджено угорцям за таблицею коефіцієнтів. Рішення викликало багато суперечок в зв'язку з тим, що сутність системи Соннеборна — Бергера, за якою визначалася доля бронзових медалей, для командних змагань ніде не роз'яснювалася.
На думку багатьох учасників і діячів ФІДЕ, найсправедливішим розв'язанням цього питання було б присудження обом командам бронзових медалей.
Команда СРСР здобула восьму олімпійську перемогу підряд.
Успішно зіграла угорська команда, яка вдруге на післявоєнних олімпіадах завоювала бронзові медалі. Основний вклад в успіх команди внесли Портіш (+8-1=7), Сабо (+7—0=8), Білек (+8-0=7), та 2-й резервіст Барцаї (+10—0=2). Надійно зіграв Форінтош (+7—3=2) і лише Лендьєл виступив невдало (+2—4 =4).
Югослави вперше, правда, не зовсім через свою провину, на післявоєнних олімпіадах залишилися без медалей. Лідери Глігорич (+6—4=5), Івков (+8—3=4) і Парма (+3—1=5) були не в найкращій формі. Відзначилися в команді Матанович (+7—0 =7) на 4-й шахівниці і резервісти Матулович (+9—0=6) і Чирич (+8-0=0).
| Місце | Команда        | 1  | 2  | 3  | 4  | 5  | 6  | 7  | 8  | 9  | 10 | 11 | 12 | 13 | 14 | Очки | КО | КПер | КНіч | КПор |
| ----- | -------------- | -- | -- | -- | -- | -- | -- | -- | -- | -- | -- | -- | -- | -- | -- | ---- | -- | ---- | ---- | ---- |
| 1     | СРСР           | ×  | 2½ | 2  | 2½ | 3  | 2½ | 3½ | 3  | 2½ | 4  | 3  | 3½ | 4  | 3½ | 39½  | 25 | 12   | 1    | 0    |
| 2     | США            | 1½ | ×  | 2  | 1½ | 3  | 2½ | 2  | 2  | 3  | 3½ | 3½ | 4  | 3  | 3  | 34½  | 19 | 8    | 3    | 2    |
| 3     | Угорщина       | 2  | 2  | ×  | 2  | 2  | 1½ | 2½ | 2½ | 2½ | 3½ | 3  | 3½ | 3  | 3½ | 33½  | 20 | 8    | 4    | 1    |
| 4     | Югославія      | 1½ | 2½ | 2  | ×  | 2  | 1½ | 2½ | 2½ | 3  | 3  | 3  | 3½ | 4  | 2½ | 33½  | 20 | 9    | 2    | 2    |
| 5     | Аргентина      | 1  | 1  | 2  | 2  | ×  | 2  | 2½ | 1½ | 3½ | 3  | 2½ | 2½ | 3  | 3½ | 30   | 17 | 7    | 3    | 3    |
| 6     | Чехословаччина | 1½ | 1½ | 2½ | 2½ | 2  | ×  | 1  | 3  | 2  | 2  | 3  | 2½ | 3  | 3  | 29½  | 17 | 7    | 3    | 3    |
| 7     | Болгарія       | ½  | 2  | 1½ | 1½ | 1½ | 3  | ×  | 1½ | 2  | 2½ | 3  | 3  | 3½ | 3  | 28½  | 14 | 6    | 2    | 5    |
| 8     | Румунія        | 1  | 2  | 1½ | 1½ | 2½ | 1  | 2½ | ×  | 2½ | 2½ | 2  | 2  | 2  | 3½ | 26½  | 14 | 5    | 4    | 4    |
| 9     | НДР            | 1½ | 1  | 1½ | 1  | ½  | 2  | 2  | 1½ | ×  | 1½ | 3½ | 3  | 4  | 2½ | 25½  | 10 | 4    | 2    | 7    |
| 10    | Данія          | 0  | ½  | ½  | 1  | 1  | 2  | 1½ | 1½ | 2½ | ×  | 1  | 2½ | 2½ | 3½ | 20   | 9  | 4    | 1    | 8    |
| 11    | Ісландія       | 1  | ½  | 1  | 1  | 1½ | 1  | 1  | 2  | ½  | 3  | ×  | 1½ | 2½ | 2½ | 19   | 7  | 3    | 1    | 9    |
| 12    | Іспанія        | ½  | 0  | ½  | ½  | 1½ | 1½ | 1  | 2  | 1  | 1½ | 2½ | ×  | 2  | 3½ | 18   | 6  | 2    | 2    | 9    |
| 13    | Норвегія       | 0  | 1  | 1  | 0  | 1  | 1  | ½  | 2  | 0  | 1½ | 1½ | 2  | ×  | 2½ | 14   | 4  | 1    | 2    | 10   |
| 14    | Куба           | ½  | 1  | ½  | 1½ | ½  | 1  | 1  | ½  | 1½ | ½  | 1½ | ½  | 1½ | ×  | 12   | 0  | 0    | 0    | 13   |

### Фінал В
У фіналі В поза конкуренцією були шахісти Голландії.
| Місце | Команда    | 15 | 16 | 17 | 18 | 19 | 20 | 21 | 22 | 23 | 24 | 25 | 26 | 27 | 28 | Очки | КО | КПер | КНіч | КПор |
| ----- | ---------- | -- | -- | -- | -- | -- | -- | -- | -- | -- | -- | -- | -- | -- | -- | ---- | -- | ---- | ---- | ---- |
| 15    | Нідерланди | ×  | 2½ | 2½ | 1½ | 2½ | 3  | 2½ | 3½ | 3  | 3  | 3  | 3  | 3½ | 3½ | 37   | 24 | 12   | 0    | 1    |
| 16    | Польща     | 1½ | ×  | 1½ | 3  | 2  | 1  | 1½ | 2  | 2½ | 3½ | 3  | 3  | 3  | 4  | 31½  | 16 | 7    | 2    | 4    |
| 17    | Австрія    | 1½ | 2½ | ×  | 2  | 2  | 2½ | 2  | 2½ | 2  | 1½ | 2½ | 3½ | 2  | 3½ | 30   | 17 | 6    | 5    | 2    |
| 18    | Швейцарія  | 2½ | 1  | 2  | ×  | 2½ | 2½ | 2  | 2  | 1½ | 4  | 2  | 1½ | 2  | 3  | 28½  | 15 | 5    | 5    | 3    |
| 19    | Ізраїль    | 1½ | 2  | 2  | 1½ | ×  | 1½ | 3  | 1  | 1½ | 2½ | 4  | 2  | 3  | 3  | 28½  | 13 | 5    | 3    | 5    |
| 20    | Фінляндія  | 1  | 3  | 1½ | 1½ | 2½ | ×  | 2½ | 2  | 3  | 3  | 1½ | 1½ | 3  | 2  | 28   | 14 | 6    | 2    | 5    |
| 21    | Англія     | 1½ | 2½ | 2  | 2  | 1  | 1½ | ×  | 2  | 1½ | 2  | 2  | 3  | 3½ | 3  | 27½  | 13 | 4    | 5    | 4    |
| 22    | Колумбія   | ½  | 2  | 1½ | 2  | 3  | 2  | 2  | ×  | 2½ | 1  | 2  | 2½ | 3½ | 2  | 26½  | 14 | 4    | 6    | 3    |
| 23    | Канада     | 1  | 1½ | 2  | 2½ | 2½ | 1  | 2½ | 1½ | ×  | 2½ | 1½ | 1½ | 3  | 2½ | 25½  | 13 | 6    | 1    | 6    |
| 24    | Швеція     | 1  | ½  | 2½ | 0  | 1½ | 1  | 2  | 3  | 1½ | ×  | 2  | 3½ | 2½ | 3½ | 24½  | 12 | 5    | 2    | 6    |
| 25    | Бельгія    | 1  | 1  | 1½ | 2  | 0  | 2½ | 2  | 2  | 2½ | 2  | ×  | 2  | 2½ | 2  | 23   | 12 | 3    | 6    | 4    |
| 26    | Франція    | 1  | 1  | ½  | 2½ | 2  | 2½ | 1  | 1½ | 2½ | ½  | 2  | ×  | 1½ | 1½ | 20   | 8  | 3    | 2    | 8    |
| 27    | Індонезія  | ½  | 1  | 2  | 2  | 1  | 1  | ½  | ½  | 1  | 1½ | 1½ | 2½ | ×  | 3  | 18   | 6  | 2    | 2    | 9    |
| 28    | Шотландія  | ½  | 0  | ½  | 1  | 1  | 2  | 1  | 2  | 1½ | ½  | 2  | 2½ | 1  | ×  | 15½  | 5  | 1    | 3    | 9    |

### Фінал С
У фіналі С легко перемогла команда Італії.
| Місце | Команда     | 29 | 30 | 31 | 32 | 33 | 34 | 35 | 36 | 37 | 38 | 39 | 40 | 41 | 42 | Очки | КО | КПер | КНіч | КПор |
| ----- | ----------- | -- | -- | -- | -- | -- | -- | -- | -- | -- | -- | -- | -- | -- | -- | ---- | -- | ---- | ---- | ---- |
| 29    | Італія      | ×  | 2  | 3  | 4  | 2½ | 2½ | 3½ | 2½ | 2½ | 3  | 2½ | 3½ | 3  | 3½ | 38   | 25 | 12   | 1    | 0    |
| 30    | Монголія    | 2  | ×  | 1  | 3  | 3½ | 1½ | 2  | 3½ | 3  | 3  | 2½ | 3  | 3  | 2½ | 33½  | 20 | 9    | 2    | 2    |
| 31    | Філіппіни   | 1  | 3  | ×  | 2  | 3  | 2½ | 2  | 1  | 2  | 3½ | 2½ | 1½ | 4  | 3  | 31   | 17 | 7    | 3    | 3    |
| 32    | Греція      | 0  | 1  | 2  | ×  | 2½ | 2  | 2  | 2½ | 2½ | 2½ | 3  | 1½ | 3½ | 4  | 29   | 17 | 7    | 3    | 3    |
| 33    | Уругвай     | 1½ | ½  | 1  | 1½ | ×  | 3½ | 3  | 3  | 2  | 2½ | 2  | 2  | 2  | 3½ | 28   | 14 | 5    | 4    | 4    |
| 34    | Туніс       | 1½ | 2½ | 1½ | 2  | ½  | ×  | 2  | 2½ | 2½ | 2½ | 2½ | 2  | 2½ | 2  | 26½  | 16 | 6    | 4    | 3    |
| 35    | Туреччина   | ½  | 2  | 2  | 2  | 1  | 2  | ×  | 1½ | 2½ | 1  | 3  | 2½ | 2½ | 3  | 25½  | 14 | 5    | 4    | 4    |
| 36    | Венесуела   | 1½ | ½  | 3  | 1½ | 1  | 1½ | 2½ | ×  | 2  | 2  | 2  | 3  | 2  | 2½ | 25   | 12 | 4    | 4    | 5    |
| 37    | Португалія  | 1½ | 1  | 2  | 1½ | 2  | 1½ | 1½ | 2  | ×  | 1½ | 2½ | 3  | 3  | 2  | 25   | 10 | 3    | 4    | 6    |
| 38    | Чилі        | 1  | 1  | ½  | 1½ | 1½ | 1½ | 3  | 2  | 2½ | ×  | ½  | 3½ | 1½ | 3½ | 23½  | 9  | 4    | 1    | 8    |
| 39    | Еквадор     | 1½ | 1½ | 1½ | 1  | 2  | 1½ | 1  | 2  | 1½ | 3½ | ×  | 1  | 2½ | 3  | 23½  | 8  | 3    | 2    | 8    |
| 40    | Ірландія    | ½  | 1  | 2½ | 2½ | 2  | 2  | 1½ | 1  | 1  | ½  | 3  | ×  | 2  | 1½ | 21   | 9  | 3    | 3    | 7    |
| 41    | Пуерто-Рико | 1  | 1  | 0  | ½  | 2  | 1½ | 1½ | 2  | 1  | 2½ | 1½ | 2  | ×  | 2  | 18½  | 6  | 1    | 4    | 8    |
| 42    | Люксембург  | ½  | 1½ | 1  | 0  | ½  | 2  | 1  | 1½ | 2  | ½  | 1  | 2½ | 2  | ×  | 16   | 5  | 1    | 3    | 9    |

### Фінал D
В фіналі D впевненну перемогу отримала збірна ПАР.
Слід зазначити, що за ліванську команду грали лише 3 учасники. Четвертий заявлений гравець — Саламе — так і не прибув на Олімпіаду і йому було зараховано 16 поразок.
| Місце | Команда   | 43 | 44 | 45 | 46 | 47 | 48 | 49 | 50 | 51 | 52 | Очки | КО | КПер | КНіч | КПор |
| ----- | --------- | -- | -- | -- | -- | -- | -- | -- | -- | -- | -- | ---- | -- | ---- | ---- | ---- |
| 43    | ПАР       | ×  | 2½ | 3  | 3  | 4  | 2  | 2½ | 4  | 4  | 3  | 28   | 17 | 8    | 1    | 0    |
| 44    | Мексика   | 1½ | ×  | 2  | 2  | 3  | 3  | 3  | 2½ | 3½ | 4  | 24½  | 14 | 6    | 2    | 1    |
| 45    | Болівія   | 1  | 2  | ×  | 2½ | 2  | 2  | 3½ | 3½ | 2½ | 3  | 22   | 13 | 5    | 3    | 1    |
| 46    | Монако    | 1  | 2  | 1½ | ×  | 2  | 2  | 3  | 3  | 2½ | 3  | 20   | 11 | 4    | 3    | 2    |
| 47    | Марокко   | 0  | 1  | 2  | 2  | ×  | 3½ | 2½ | 2½ | 3  | 3  | 19½  | 12 | 5    | 2    | 2    |
| 48    | Нікарагуа | 2  | 1  | 2  | 2  | ½  | ×  | 2  | 1½ | 3  | 3  | 17   | 8  | 2    | 4    | 3    |
| 49    | Панама    | 1½ | 1  | ½  | 1  | 1½ | 2  | ×  | 3½ | 2½ | 3  | 16½  | 7  | 3    | 1    | 5    |
| 50    | Ліван     | 0  | 1½ | ½  | 1  | 1½ | 2½ | ½  | ×  | 2  | 1½ | 11   | 3  | 1    | 1    | 7    |
| 51    | Кіпр      | 0  | ½  | 1½ | 1½ | 1  | 1  | 1½ | 2  | ×  | 2  | 11   | 2  | 0    | 2    | 7    |
| 52    | Гонконг   | 1  | 0  | 1  | 1  | 1  | 1  | 1  | 2½ | 2  | ×  | 10½  | 3  | 1    | 1    | 7    |

## Закриття
Олімпіада в Гавані закінчилася, але шаховий фестиваль на Кубі тривав. Арена шахових битв була перенесена з «Гавана-Лібре» на найбільшу в столиці площу. Увечері 19 листопада тут відбувся безприцидентний в історії сеанс одночасної гри. Його провели представники всіх 52 команд, а також провідні кубинські шахісти. 380 гросмейстерів, майстрів і кандидатів у майстри давали сеанс на 18 шахівницях кожний. Сеанс тривав близько трьох годин, 300 партій не було закінчено через тропічну зливу. В підсумку професійні шахісти виграли 5820 партій, 120 програли і 600 закінчили внічию. 
У сеансі брали участь багато державних діячів Куби на чолі з Фіделем Кастро. Прем'єр-міністр грав у сеансі чемпіона світу Петросяна. Зустріч закінчилася внічию, яку запропонував Петросян. За ходом сеансу, що проходив при світлі потужних прожекторів, з інтересом стежили численні шанувальники древньої гри. Так пройшло шахове свято, яке щороку відбувається на Кубі в день народження геніального співвітчизника Х.Р. Капабланки.
Наступного дня, 20 листопада, відбулося урочисте закриття XVII Олімпіади. На закритті головував прем'єр-міністр уряду Куби Фідель Кастро. Після вітальних промов відбулося нагородження переможців. Золотий Кубок ФІДЕ було вручено капітану збірної СРСР І. Бондаревському. Срібні медалі одержала команда США, бронзові — угорські шахісти.